# Graf von Rosenborg

Wappen der Grafen von Rosenborg

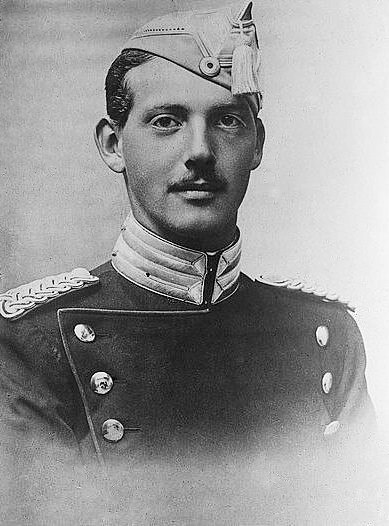
Prinz Aage von Dänemark (1912),
seit 1914 Graf von Rosenborg

Graf von Rosenborg (Greve af Rosenborg) ist seit 1914 der offizielle erbliche Titel, den dänische Prinzen verliehen bekamen, die durch unstandesgemäße Ehen von der Thronfolge und der Zugehörigkeit zum dänischen Königshaus ausgeschlossen wurden. Namensgebend für den Titel war Schloss Rosenborg in Kopenhagen.

## Geschichte
Der Titel eines Grafen von Rosenborg wurde erstmals am 5. Februar 1914 an Aage, den ältesten Sohn von Prinz Waldemar von Dänemark, verliehen. Am 27. Februar 1971 erfolgte die bisher letzte Vergabe an Christian, den jüngsten Sohn von Prinz Knut von Dänemark. 
In der Rangordnung des Königreichs Dänemark haben Grafen von Rosenborg in der 1. Klasse Vortritt gegenüber den Lehnsgrafen, also den altgesessenen dänischen Grafengeschlechtern, die in der 2. Klasse rangieren. Anstelle des Prädikats für königliche Prinzen Hoheit, das den ersten Grafen von Rosenborg, Aage, Erik und Viggo noch zugestanden wurde, steht ihren Nachkommen und den späteren Grafen von Rosenborg die Anrede Exzellenz zu. Die Tochter eines Greve af Rosenborg ist eine Komtesse af Rosenborg.
Zwischen 1914 und 1971 wurden insgesamt sieben dänische Prinzen zu Grafen von Rosenborg herabgestuft:
1914, 1923 und 1924 drei der vier Söhne des Prinzen Waldemar von Dänemark, Aage, Erik und Viggo. Sein Sohn Axel (1888–1964), Prinz von Dänemark, war der Vater von Flemming, seit 1949 Graf von Rosenborg.
Oluf, der jüngste Sohn von Prinz Harald von Dänemark, wurde 1948 Graf von Rosenborg.
Schließlich wurden die beiden Söhne Ingolf und Christian von Prinz Knut von Dänemark 1968 und 1971 zu Grafen von Rosenborg.
Die Ehen der Grafen Viggo und Ingolf von Rosenborg blieben kinderlos. Die Linie von Aage erlosch 1995 mit seinem einzigen kinderlosen Sohn. Graf Christian hat drei Töchter, die zwischen 1995 und 2004 heirateten und damit ihre Titel verloren.
Die drei verbliebenen Linien der Grafen Erik, Flemming und Oluf blühen fort.

## Liste der Grafen von Rosenborg
|                           | Name                                                                      | Lebensdaten | Titel seit        | Anlass für die Vergabe des Titels              |
| Aages Linie               | Graf Aage von Rosenborg, Sohn von Prinz Waldemar von Dänemark             | (1887–1940) | 5. Februar 1914   | Heirat mit Mathilda Calvi dei Conti di Bergolo |
| (†† 1995)                 | Graf Valdemar von Rosenborg                                               | (1915–1995) | 3. Januar 1915    | Sohn von Graf Aage                             |
| Eriks Linie               | Graf Erik von Rosenborg, Sohn von Prinz Waldemar von Dänemark             | (1890–1950) | 11. Februar 1924  | Heirat mit Lois Frances Booth                  |
|                           | Komtesse Alexandra von Rosenborg                                          | (1927–1992) | 5. Februar 1927   | Tochter von Graf Erik                          |
|                           | Graf Christian von Rosenborg                                              | (1932–1997) | 16. Juli 1932     | Sohn von Graf Erik                             |
| (2 Kinder)                | Graf Valdemar von Rosenborg                                               | (* 1965)    | 9. Juli 1965      | Sohn von Graf Christian                        |
|                           | Komtesse Marina von Rosenborg                                             | (* 1971)    | 28. März 1971     | Tochter von Graf Christian                     |
| Viggos Linie (†† 1970)    | Graf Viggo von Rosenborg, Sohn von Prinz Waldemar von Dänemark            | (1893–1970) | 21. Dezember 1923 | Heirat mit Eleanor Green                       |
| Flemmings Linie           | Graf Flemming von Rosenborg, Sohn von Prinz Axel von Dänemark (1888–1964) | (1922–2002) | 14. Juni 1949     | Heirat mit Ruth Nielsen                        |
| (4 Kinder)                | Graf Valdemar Axel von Rosenborg                                          | (* 1950)    | 24. Januar 1950   | Sohn von Graf Flemming                         |
| (1 Tochter)               | Graf Birger von Rosenborg                                                 | (* 1950)    | 24. Januar 1950   | Sohn von Graf Flemming                         |
| (2 Töchter)               | Graf Carl Johan von Rosenborg                                             | (* 1952)    | 30. Mai 1952      | Sohn von Graf Flemming                         |
|                           | Komtesse Désirée von Rosenborg                                            | (* 1955)    | 2. Februar 1955   | Tochter von Graf Flemming                      |
| Olufs Linie               | Graf Oluf von Rosenborg, Sohn von Prinz Harald von Dänemark               | (1923–1990) | 4. Februar 1948   | Heirat mit Dorrit Puggard-Müller               |
| (2 Kinder)                | Graf Ulrik von Rosenborg                                                  | (* 1950)    | 17. Dezember 1950 | Sohn von Graf Oluf                             |
|                           | Komtesse Charlotte von Rosenborg                                          | (* 1953)    | 11. April 1953    | Tochter von Graf Oluf                          |
| Ingolfs Linie (kinderlos) | Graf Ingolf von Rosenborg, Sohn von Prinz Knut von Dänemark               | (* 1940)    | 13. Januar 1968   | Heirat mit Inge Terney                         |
| Christians Linie          | Graf Christian von Rosenborg, Sohn von Prinz Knut von Dänemark            | (1942–2013) | 27. Februar 1971  | Heirat mit Anne Dorte Maltoft-Nielsen          |
|                           | Komtesse Josephine von Rosenborg                                          | (* 1972)    | 29. Oktober 1972  | Tochter von Graf Christian                     |
|                           | Komtesse Camilla von Rosenborg                                            | (* 1972)    | 29. Oktober 1972  | Tochter von Graf Christian                     |
|                           | Komtesse Feodora von Rosenborg                                            | (* 1975)    | 27. Februar 1975  | Tochter von Graf Christian                     |